# 데프댄스스쿨
데프댄스스쿨은 2002년에 개원한 댄스학원이다.

기본기 전문학원으로, 현재 서울시 강남구 대치동에 강남본원이 있으며, 
강남본원 4층에는 실용음악학원이 함께 운영되고 있다.

댄스 직영점으로는 노원점과 영등포점이 운영되고 있다.

'DEF'는 Dream Evolution Force의 이니셜로
  춤과 음악을 배우는 수강생들에게 꿈(Dream)을 진화(Evolution) 시킬 수 있는 힘(Force)을 드리고자 하는 데프의 목적을 의미한다.
  전문 트레이닝팀을 보유하고 있으며, 2006년 데프실용음악학원을 개원하였다

## 취재와 회견
- 2024년 2월 20일 프랑스 공영방송국 France 24 촬영 및 취재 및 대표인터뷰

- 2023년 6월 3일 오스트리아[Austria] 공영방송국 ORF(Österreichischer Rundfunk)'Weltjournal' 촬영 및 수강생 인터뷰 및 오디션 현장 촬영 / 대표 인터뷰

- 2022년 4월 13일 프랑스[France] 인플루언서 Alex Goya 와 OTT 플랫폼 Brut media의 BrutX 다큐멘터리 촬영

- 2021년 3월 15일 인도네시아[Indonesia] 인도네시아 타임즈 (IDN Times) Selalu Jadi Andalan, 10 Idol Korea Ini Jebolan dari DEF Dance Skool 보도기사[깨진 링크(과거 내용 찾기)]

- 2019년 5월 네덜란드[Netherlands] 공영방송국 BNNVARA Trippers 'K-Popidol worden' 촬영 및 대표 인터뷰, 수강생인터뷰

- 2018년 9월 미국 [United States of America]CNN' The hothouse academies offering kids a shot at K-pop stardom' 촬영 및 대표 인터뷰, 수강생 인터뷰[깨진 링크(과거 내용 찾기)]

- 2018년 9월 스위스[Switzerland] 스위스 신문 'Le Temps' 촬영 및 대표 인터뷰, 수강생 인터뷰

- 2014년 3월 미국[U.S] 2014 아이젠하워 펠로우 마이클 혼 방문 대표 인터뷰

- 2013년 05월 미국[U.S] 뉴욕타임즈 [International Herald Tribune The New York Times] 'THE Arts' 촬영 및 대표 인터뷰, 수강생 인터뷰

## 출신 인물
- 데프컴퍼니 소속 FEEL (본명: 현경환)[3]
- 웨이크원 소속 izna 멤버 마이, 방지민, 최정은
- HYBE LABELS KOZ 소속 BOYNEXTDOOR 멤버 리우(이상혁)[4][5][6][7], 명재현
- 하이브 LABELS 하이브 레이블 쏘스뮤직 소속LE SSERAFIM르세라핌 멤버 홍은채[8][9][10]
- HYBE LABELS 어도어 소속 NewJeans 멤버 다니엘
- S2 엔터테인먼트 소속 KISS OF LIFE (음악 그룹) - 쥴리(KISS OF LIFE)(Julie Han)[11][12][13][14][15][16]
- 모드하우스 소속 idntt 멤버 이환희(id8) [17][18]
- JYP 엔터테인먼트 소속 KickFlip 멤버 계훈[19][20]
- 큐브 엔터테인먼트 소속 (여자)아이들 멤버 소연 (1998년)(전소연), 미연(조미연)
- FNC 엔터테인먼트 소속 P1Harmony(피원하모니) 멤버 인탁(본명: 황인탁)
- FNC 엔터테인먼트 소속 SF9(에스에프나인) 멤버 주호(본명: 백주호)
- FNC 엔터테인먼트 소속 앰퍼샌드원(에스에프나인) 멤버윤시윤,최지호
- 플레디스 엔터테인먼트 소속 TWS (투어스) 멤버 도훈
- JYP 엔터테인먼트 소속 Stray Kids스트레이 키즈 멤버 한 (가수)(본명: 한지성), 승민 (2000년)(본명: 김승민)
- 하이업엔터테인먼트 소속 STAYC (스테이씨) 멤버 시은 (2001년)
- 쏘스뮤직 소속 여자친구 (음악 그룹) 멤버 은하 (가수)(본명: 정은비)
- WM 엔터테인먼트 소속 오마이걸 멤버 승희(현승희), 유아(유시아)
- 2021년 SBS, JYP, P NATION의 2021년 WORLDWIDE 보이그룹 프로젝트 프로그램 LOUD (오디션 프로그램) 출연자 데프댄스스쿨 데프실용음악학원 수강생 이계훈(2004) 최종 MVP월말평가[21]
- K팝 스타 시즌6 우승자 보이프렌드 출신 및 現 FNC 엔터테인먼트 소속 P1Harmony(피원하모니) 멤버 종섭(본명: 김종섭)데프패밀리콘서트[22],데프패밀리콘서트[23],월말평가[24],아버님인터뷰[25]
- K팝 스타 시즌6 우승자 보이프렌드 박현진
- YG 엔터테인먼트 소속 iKON(아이콘) 멤버 김동혁영상
- YG 엔터테인먼트 소속 트레저 (음악 그룹) 멤버 준규(본명: 김준규), 도영(본명: 김도영)월말평가[26]데프패밀리콘서트[27]
- MBK 엔터테인먼트 소속 BAE173(비에이이일칠삼) 멤버 남도현
- KPOPLIVE 소속 하이엘 멤버 다경(본명: 정다경), 하윤(본명: 최서진)
- 울림엔터테인먼트 소속 러블리즈 멤버 서지수 (1994년)
- WM 엔터테인먼트 소속 온앤오프 멤버 제이어스(이승준), 와이엇(심재영)
- MODHAUS (모드하우스) 소속 tripleS(트리플에스) 멤버 서다현
- 젤리피쉬엔터테인먼트 소속 EVNNE - 케이타,박지후
- 큐브 엔터테인먼트 소속 LIGHTSUM(라잇썸) 前 멤버 휘연(본명: 오휘연)
- 레인컴퍼니 소속 싸이퍼(Ciipher) 멤버 도환]본명: 길도환)데프패밀리콘서트[28]월말평가[29]포스터, 케이타 (본명: 테라조노 케이타)포스터
- 인터파크뮤직플러스 소속 트렌드지(TRENDZ) 멤버 윤우(본명: 이충현)포스터
- CJ ENM 산하 레이블 오프더레코드 엔터테인먼트 소속 fromis_9(프로미스나인) 멤버 본명: 박지원
- 플레이엠엔터테인먼트 소속 Weeekly (위클리) 멤버 이수진 (위클리)
- 판타지오, 판타지오 뮤직 소속 위키미키 멤버 최유정 (가수)
- C9 엔터테인먼트 소속 CIX (음악 그룹)(씨아이엑스) 멤버 BX(본명: 이병곤) 이병곤포스터

사진, 사진
- P NATION 피네이션 엔터테인먼트 소속 제시 (가수)
- IST 엔터테인먼트[30] 소속 더보이즈 (음악 그룹) 멤버 주연 (1998년) (본명: 이주연)
- 규리 엔터테인먼트 소속 엔쿠스 멤버 호진(본명: 전호진) [31],[32],[33], IF(이프)(본명: 강세찬) 월말평가[34],  은택(본명: 한은택),
- 티오피미디어 소속 틴탑 멤버 니엘(안다니엘)
- 티오피미디어 소속 MCND(엠씨엔디) 멤버 캐슬제이(본명: 손성준) 인터뷰
- 티오피미디어 소속 업텐션 멤버 비토 (가수)(본명: 이창현) 월말평가[35]
- 스파이어엔터테인먼트 소속 OMEGA X(오메가 엑스) 멤버 제현 (본명: 문제현) [36],[37]
- MYM엔터테인먼트 소속 탤런트, 영화배우 이민호 (1987년) 사진
- DSP 미디어 소속 KARD (카드 (음악 그룹)) 멤버 전지우[38]

- E 엔터테인먼트 (이엔터테인먼트)소속 E'LAST (엘라스트) 멤버 라노(본명: 변용섭)[39]

- 노가 엔터테인먼트 소속 루첸트 멤버 태준(본명: 김태준)[40][41]
- Mnet 프로듀스 101 시즌1 최유정
- Mnet 프로듀스 48 김유빈
- Mnet 프로듀스 X 101 남도현
- MBC 언더나인틴 이재억, 구한서, 남도현
- YG 보석함 김준규, 이병곤, 김도영, 길도환, 김종섭, 정준혁, 윤시윤, 케이타
- Mnet 아이돌학교 박지원, 김은결, 박선, 홍시우,이새롬,윤지우
- JTBC 믹스나인 이병곤, 김준규, 이수진, 김보라, 박도하, 김희수
- DSP 엔터테인먼트 소속 SS501 멤버 김형준 (1987년)
- N.A.P 엔터테인먼트 소속 HIGH4(하이포) 멤버 백명한, 알렉스
- 스톤뮤직 엔터테인먼트, MMO 엔터테인먼트 소속 IN2IT(인투잇) 멤버 연태(본명: 정연태)[42], 유지안 (본명: 유영두)[43][44][45]
- 스톤뮤직 엔터테인먼트, n.CH엔터테인먼트 소속 TO1(티오원) 멤버 경호(본명: 장경호)
- 브레이브엔터테인먼트 소속 다크비 멤버 E-CHAN(본명: 이창민)
- 제이록 엔터테인먼트 소속 일본 걸그룹 첼시(Cherrsee) 멤버 레나(Lena)
- 디레이블 엔터테인먼트 소속 AFOS 멤버 A-KNOW(본명: 도상승)
- 신후이엔티 엔터테인먼트 소속 BTL (음악 그룹) 멤버 맥스(본명: 김규동)
- DREAM PASSPORT, 퓨처패스포트 소속 ORβIT 오르빗 (음악 그룹) 멤버 히쵸(본명: 김희천)
- 후너스엔터테인먼트 소속 제노티 멤버 제로(본명: 신지호), 비쥬(본명: 김병주), 상원(본명: 서상원)
- 1997 댄스 스튜디오 소속 나빈치(본명: 김민성)
- 크레이지사운드 엔터테인먼트 소속 벨로체(Veloce) 신지현
- 포켓돌스튜디오 소속 조이현(1991) (본명: 조승희)
- 빅히트 엔터테인먼트,쏘스뮤직 소속 GLAM(글램 (음악 그룹)) 멤버 미소 (가수)(본명: 이미소)
- D-Business 엔터테인먼트 소속 디유닛 멤버 람 (가수) (전우람)
- 미스틱스토리 소속 투개월 멤버 김예림
- KW 엔터테인먼트 소속 가디스(Goddess) 빛나, 소정, 예진, 은지
- 써스포, 에이치투엘(H2L ), 샤샤 출신 및 TK 엔터테인먼트 EZE(본명: 조휘린)[46][47][48][49][50]
- MBC 방과후 설렘 1학년 김민솔, 김민주, 정유주, 정시우
- MBC 방과후 설렘 2학년 최사랑
- MBC 방과후 설렘 3학년 김나현, 김민지, 김윤서, 김현희, 오지은, 이재이, 이태림, 조예주, 최윤정, 이수빈
- 탤런트, 영화배우 김민하 (1997년) 사진
- 안무가 임승호 [51][52]
- 안무가 유준선 [53]
- 안무가 영제이 (본명: 성영재) [54]
- 안무가 - 최준호
- 안무가 - 배서원 [55][56][57][58]
- 안무가 - 옐(비걸) 본명: 김예리
- 안무가 - 류디 본명:류재준
- 안무가 - 김태준 (TAEJUN ) [59][60][61][62][63][64] 보관됨 2020-06-25 - 웨이백 머신[65][66][67][68][69][70][71][72][73][74][75][76][77][78]